# Белобрюхий артам
Белобрюхий артам (лат. Artamus leucorynchus) — вид птиц из семейства ласточковых сорокопутов. Выделяют 9 подвидов. Распространены в Юго-Восточной Азии, Австралии и Океании.

## Описание
Белобрюхий артам достигает длины 17,5—19,5 см и массы от 36 до 49,6 г. Половой диморфизм не выражен. У взрослых особей номинативного подвида голова, горло и верхняя часть тела от тёмно-сланцево-серого до черновато-серого или теёно-коричневато-серого цвета. Надхвостье и кроющие перья хвоста белые. Первостепенные маховые перья и хвост черноватые, остальные перья крыльев и хвоста с тонкими белыми кончиками. Нижняя часть тела от белого до кремово-белого цвета. Радужная оболочка тёмно-коричневая; клюв бледно-сине-серый с чёрным кончиком; ноги тёмно-сине-серые. Молодь похожа по рисунку на взрослую особь, но более тёмно-коричневатая с бледными кончиками перьев, нижняя часть тела иногда окрашена в светло-коричневый цвет, верхние кроющие крыла и грудь окрашены в ржавый или охристый цвет, хвост с более широким беловатым кончиком, клюв и ноги коричневато-роговые. Подвиды различаются по размеру, длине клюва и крыльев, а также по цвету головы и верхней части тела.

## Места обитания и поведение
Белобрюхий артам обитает на открытой местности с разбросанными деревьями, рядом с возделываемыми землями, редколесьем и мангровыми зарослями; иногда на лесных полянах. Встречается от уровня моря до высоты 500 м над уровнем моря, локально до 1500 м. Часто наблюдается вблизи человеческого жилья; иногда следует за стадами крупного рогатого скота или азиатских буйволов (Bubalus). Является одной из немногих воробьиных птиц, которая способна парить без взмахов крыльями в течение нескольких минут, используя восходящие тепловые потоки. Агрессивные и территориальные птицы, группой птиц могут нападать на более крупных птиц, защищая свою территорию. Вне сезона размножения ведут кочевой образ жизни. Обычно их можно увидеть стаями по 10—50 птиц, иногда до 100 особей в стае. На отдых и ночлег устраиваются большими группами на длинных ветках или линиях электропередач.

## Биология
Белобрюхий артам добывает пищу поодиночке или небольшими группами, обычно в полёте над кронами деревьев или с присады. Питается насекомыми.
Белобрюхий артам гнездится с марта по май на северо-западе ареала, с марта на Филиппинах, с апреля по июнь на Яве и с августа по февраль (в основном с сентября по январь) в Австралии. Иногда регистрируются два выводка за сезон. Гнездо сооружается обеими родительскими птицами, представляет собой открытую чашечку из веток и грубых растительных волокон, размещается на развилке дерева или на кончике ветки, иногда на столбе забора. Часто яйца откладываются в гнёзда других птиц. В кладке 2—5 яиц, обычно 3—4. Насиживают кладку и ухаживают за птенцами обе родительские птицы, иногда им помогают другие члены группы. После вылета из гнезда за птенцами наблюдают оба родителя и любые присутствующие помощники в течение ещё 50 дней.

## Подвиды и распространение
Международный союз орнитологов выделяет 9 подвидов:
- Artamus leucorhynchus leucorhynchus (Linnaeus, 1771) — номинативный подвид, широко распространён на Борнео и Филиппинах, также на островах Натуна, Сула и Дераван;
- Artamus leucorhynchus pelewensis Finsch, 1876 — Палау;
- Artamus leucorhynchus amydrus Oberholser, 1917 — полуостров Малакка, Суматра, острова Банка, Ява, Масалембу, Бали и Кангеан;
- Artamus leucorhynchus humei Stresemann, 1913 -Кокосовые острова, Андаманские острова;
- Artamus leucorhynchus albiventer (Lesson, 1831) — Сулавеси, Пеленг, Ломбок, Тимор, Ветар;
- Artamus leucorhynchus musschenbroeki Meyer, 1884 — остров Бабар (Индонезия);
- Artamus leucorhynchus leucopygialis Gould, 1842 — Молуккские острова, Новая Гвинея, острова Ару, Австралия;
- Artamus leucorhynchus melaleucus (Wagler, 1827) — Новая Каледония, Луайоте;
- Artamus leucorhynchus tenuis Mayr, 1943 — острова Банкс (Вануату).